# Babbel
Babbel é um software de aprendizagem de idiomas online e uma plataforma de e-learning (aprendizagem através da tecnologia) disponível em várias línguas desde janeiro de 2007.
Esse aplicativo oferece quatorze línguas de aprendizagem: Holandês, Dinamarquês, Inglês, Francês, Alemã, Indonésio, Italiano, Norueguês, Polaco, Português, Russo, Sueco, espanhol e turco. Através de exercícios que focam em habilidades como escrita, aquisição de vocabulário e o aprendizado de regras gramaticais, além de prática da fala por meio de tecnologia de reconhecimento de voz, este aplicativo possibilita aprender idiomas sozinho (self-learning).
Os cursos da Babbel seguem o CEFR, Quadro Europeu Comum de Referência para Línguas e possuem foco em diversos níveis de conhecimento linguístico, do básico ao avançado, e são divididos por temas, como viagem, lazer, compras, vestimentas, cumprimentos e trabalho, ou com foco em gramática. A primeira lição de cada curso é gratuita, outros cursos estão disponíveis apenas por assinatura.   